# Номікай

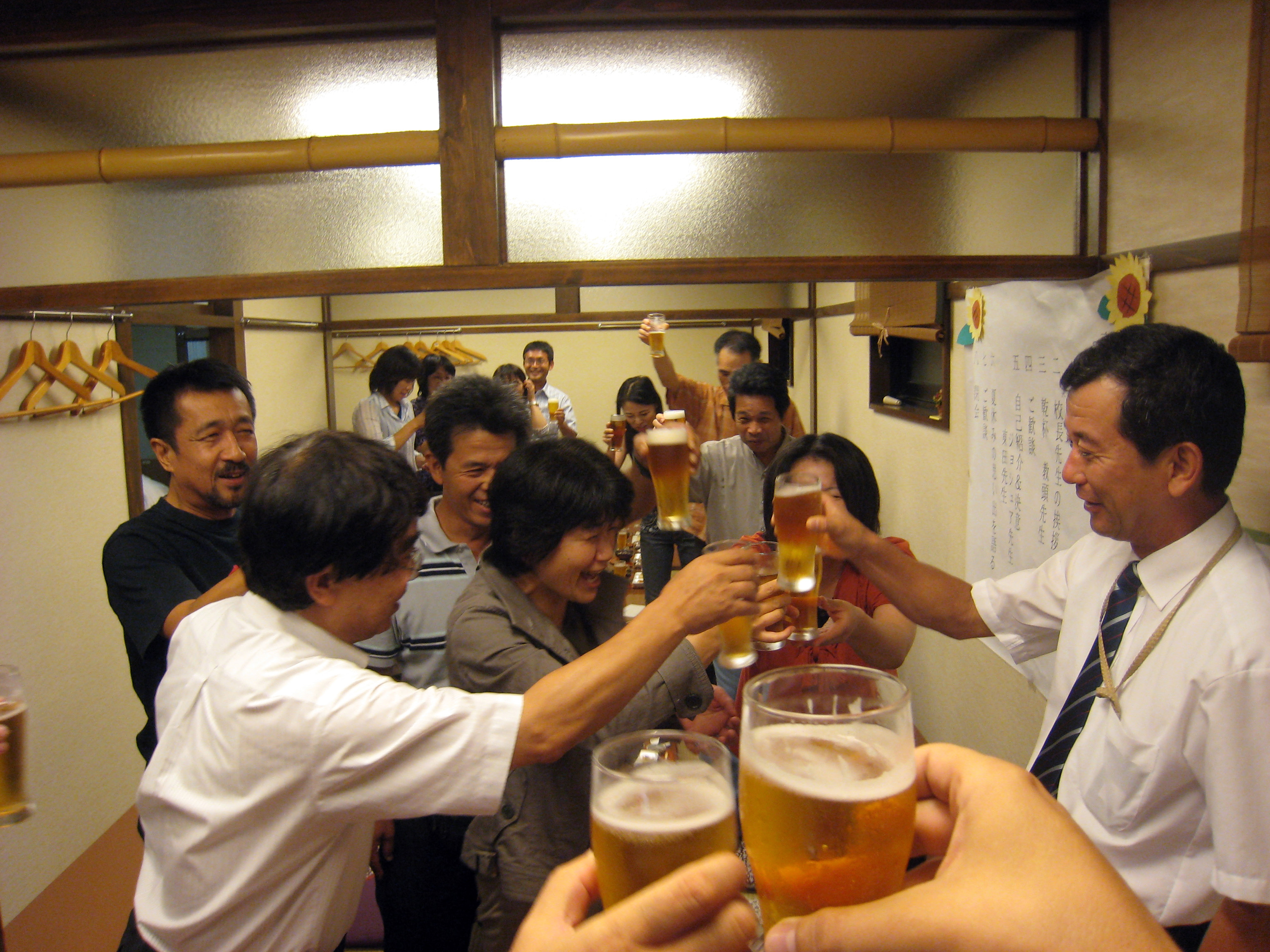
Вечірка-номікай

Номікай (яп. 飲み会, латиніз.: Nomikai, досл. «зустріч, щоб випити») — популярний в японській культурі вид корпоративних вечірок із вживанням алкоголю.
Номікай є вагомою частиною корпоративної культури Японії. Найчастіше вони проводяться в ресторанах або так званих барах Ідзакая, де учасники вечірки збираються за одним великим столом або займають окрему частину приміщення.
Хоча це не являється обов'язковим аспектом роботи, здебільшого від працівників очікується участь у таких заходах. Такі вечірки зосереджені на налагодження зв'язків між колегами та не вважаються приватними або якось не пов'язаними з роботою. Однак відвідуваність не обов'язково означає, що людина вживатиме алкоголь: учасники зазвичай платять фіксовану суму за їжу, напої та місце проведення незалежно від споживання. Будь-які гроші, що залишилися, можуть бути спрямовані на організацію наступного номікаю.
Студентська версія номікай називається конпа та має деякі відмінні риси.

## Організація і проведення
Номікай проводяться з нагоди широкого кола подій, включаючи завершення великих проєктів, досягнення поставлених цілей, річниці заснування, шкільні спортивні змагання, прийняття нових колег на роботу та вихід на пенсію старших співробітників.
Завжди є принаймні один організатор (яп. 幹事, кириліз.: канджі), відповідальний за підготовку місця проведення. Як правило, це не та сама особа або особи, для яких відбувається номікай.
Більшість номікай складаються з працівників одного відділу компанії, але у випадку боненкай (яп. 忘年会, досл. «вечірка з приводу завершення року») та шінненкай (яп. 新年会, досл. «новорічна вечірка») може бути присутнім увесь штат компанії. У великих компаніях окремі боненкай та шінненкай часто є нормою для кожного відділу.
Крім того, можуть проводитися обидва види боненкай та шінненкай в різні дати. Наприклад, в один день може бути боненкай та шінненкай для математичного відділу, а наступного тижня — шкільний боненкай та шінненкай для всіх вчителів.
На початку вечірки організатори виголошують коротку вітальну промову, після чого менеджер, президент або директор виголошують слова для роздумів та підбадьорення. За монологом слідує тост, після якого всі починають їсти та пити. Якщо на вечірці є нові співробітники або гості, вони також зазвичай представляють себе та вітають інших учасників.
Номікай майже завжди завершується через кілька годин тим, що всі стоять і дружно плескають у долоні. Існує два основних стилі оплесків: іппон-джіме та санбон-джіме. Вони приблизно перекладаються як «закінчення одним оплеском» та «закінчення трьома оплесками» відповідно. Закінчення трьома оплесками насправді є трьома серіями по три оплески, за якими йде один оплеск. Часто це повторюється тричі, що виходить у загальну кількість тридцять оплесків. Іноді сьоме (закінчення) може відбуватися разом із багатослівним салютом організатору чи почесному учаснику, або співом пісні компанії чи школи.
Також існує так званий ніджікай (яп. 二次会, досл. «друга вечірка») — це вечірка після вечірки. Після завершення основної вечірки учасники часто розбиваються на менші групи та розходяться по різних барах. Оскільки ніджікай зовсім не є обов'язковим, це зазвичай групи друзів або людей, які зацікавлені у випивці та відвідуванні барів. Вечірка, яка відбувається після ніджікай, називається санджікай (яп. 三次会, досл. «третя вечірка»).

## Етикет під час номікай
У вечірках номікай існують певні правила етикету. Як правило, люди не наповнюють власні склянки самостійно, а натомість пропонують наповнити чужі. Це особливо стосується стосунків семпай-кохай (старшого і молодшого за званням), де співробітник нижчого рангу або віку спочатку пропонує обслужити свого начальника. Ці стосунки часто є взаємними, і начальник пропонує наповнити склянку молодшого у відповідь. Це сприймається як жести, що сприяють гармонії на робочому місці.
Ще один момент етикету, який відрізняється від західної бізнес-культури, полягає в тому, що напиватися на номікай вважається прийнятним. Речі, сказані та зроблені за таких обставин, не сприймаються серйозно, а прощаються або ігноруються після повернення на робоче місце. Як наслідок, іноді трапляються відверті та емоційні прояви між колегами, незалежно від рангу, чого може не бути у звичайному робочому контексті. Це явище називається бурейко (яп. 無礼講, досл. «відсутність етикету»).
Загалом вважається неприйнятним тиснути на людей, щоб вони вживали алкоголь або споживали його більше, ніж вони хочуть. Учасники можуть пити безалкогольні напої або залишати склянку повною, щоб показати, що вони не бажають пити більше.